# NA-2166
La  NA-2166  es una carretera local perteneciente a la Red de Carreteras de Navarra que se inicia en PK 16,08 de NA-2100 y termina en Ongoz. Tiene una longitud de 0,23 kilómetros.